# Muerte en las profundidades
Muerte en las profundidades (título original: Dark Waters) es una película estadounidense de acción, aventura y terror de 2003, dirigida por Phillip J. Roth, que a su vez la escribió junto a Brett Orr, musicalizada por Christopher Holden, en la fotografía estuvo Todd Barron y los protagonistas son Lorenzo Lamas, Jeffrey Gorman y Ross Manarchy, entre otros. El filme fue realizado por Unified Film Organization (UFO) y se estrenó el 9 de marzo de 2003.

## Sinopsis
Trata acerca de unos tiburones que arremeten una base bajo el océano; frente a este problema, el dueño contrata a un explorador submarino para ir a rescatar a la gente.